# سکالسکو (ناحیه ملادا بولسلاف)
سکالسکو (به چکی: Skalsko) یک منطقهٔ مسکونی در جمهوری چک است که در ناحیه ملادا بولسلاو واقع شده‌است. سکالسکو ۴٫۹۶ کیلومتر مربع مساحت و ۳۸۱ نفر جمعیت دارد و ۳۱۲ متر بالاتر از سطح دریا واقع شده‌است.